# Billy Kirksop
William Henry James Kirksop (21 tháng 4 năm 1892 - 1978) là một cầu thủ bóng đá chuyên nghiệp người Anh thi đấu ở vị trí tiền đạo.